# سیارک ۱۸۶۳۶
سیارک ۱۸۶۳۶ (به انگلیسی: 18636 Villedepompey، نامگذاری:1998EF2) هجده هزار و ششصد و سی و ششمین سیارک کشف شده‌است که در ۲ مارس ۱۹۹۸ کشف شد.
قدر مطلق سیارک برابر ۱۷.۰ است.